# Аремоая
Аремоая (рум. Arămoaia) — село у повіті Нямц в Румунії. Входить до складу комуни Тупілаць.
Село розташоване на відстані 295 км на північ від Бухареста, 24 км на північний схід від П'ятра-Нямца, 74 км на захід від Ясс.

## Населення
За даними перепису населення 2002 року у селі проживали 139 осіб, усі — румуни. Усі жителі села рідною мовою назвали румунську.